# Lydia Jacoby
Lydia Jacoby (n. 29 februarie 2004, Alaska, SUA) este o înotătoare americană, medaliată olimpică. A participat la o ediție a Jocurilor Olimpice (2020) în care a câștigat o medalie de aur și o medalie de argint.